# Phymatodes pusillus
Phymatodes pusillus là một loài bọ cánh cứng trong họ Cerambycidae.